# Infraestructura blanda

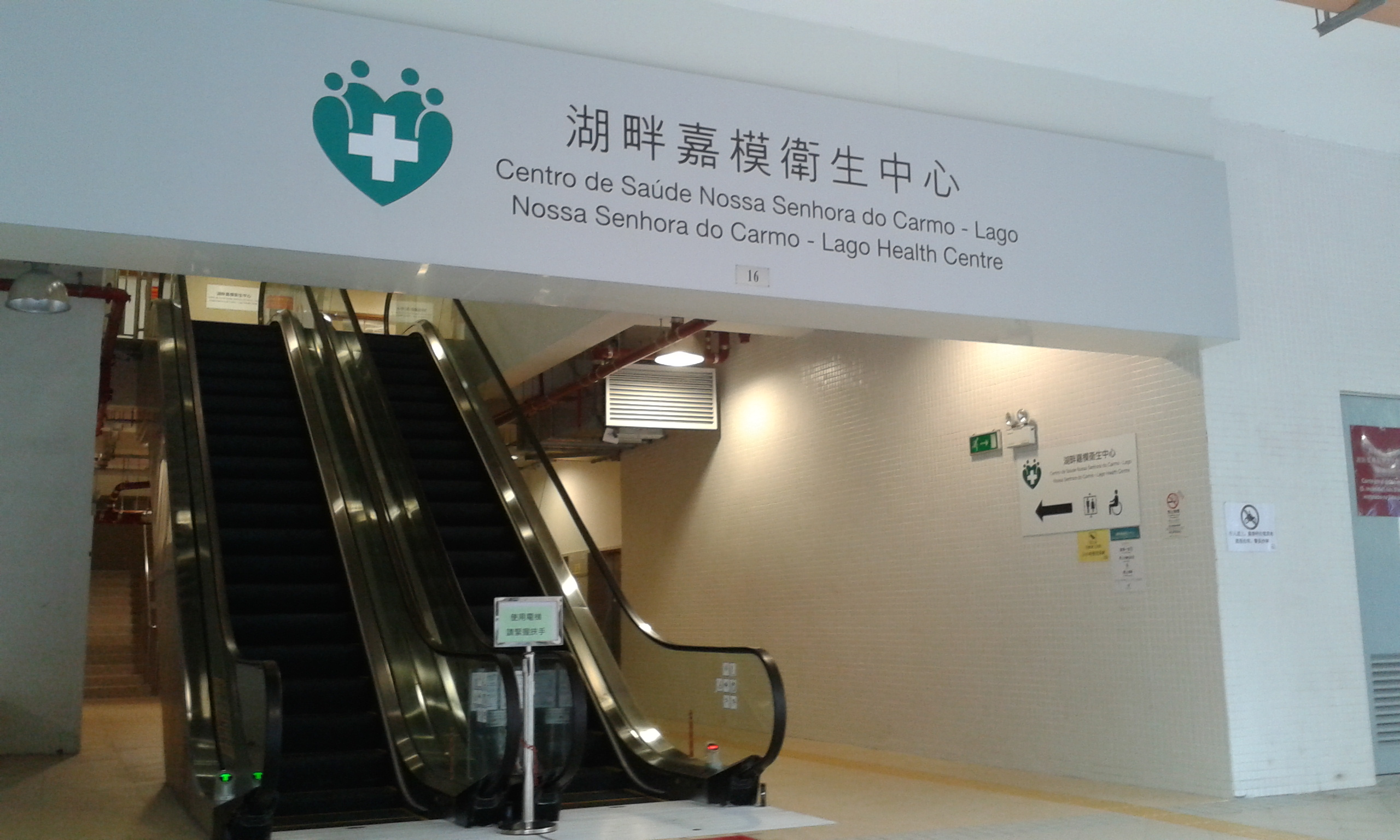
Centro de salud Nuestra Señóra del Carmen, en Lago. Los centros de salud forman parte del sistema sanitario, que se considera una infraestructura blanda.

La infraestructura blanda o infraestructura social se compone de todos los elementos necesarios para prestar los servicios que mantienen los estándares económicos, sanitarios, culturales y sociales de una población. El concepto se contrapone al de infraestructura dura (a la que generalmente se alude con la palabra "infraestructura" a secas), compuesta por construcciones como carreteras, puentes, vías férreas, puertos, aeropuertos, líneas eléctricas, centrales energéticas, etc. 
La infraestructura blanda incluye tanto elementos físicos —por ejemplo edificios especializados y equipamiento— como elementos inmaterialesː comunicación, las reglas y los controles que gobiernan los distintos sistemas, la financiación de estos sistemas o la formación de sus profesionales. 
La infraestructura blanda se compone de instituciones como el sistema financiero, el sistema educativo, el sistema sanitario, el sistema de gobierno, el sistema de justicia, los servicios de emergencia, la red de bibliotecas, museos, polideportivos y auditorios, etc.
La esencia de la infraestructura blanda es el suministro de servicios especializados. Al contrario que la mayoría del sector servicios, el suministro de los servicios que presta la infraestructura blanda depende de sistemas altamente desarrollados y grandes instalaciones especializadas, flotas de vehículos especializados o instituciones específicas.
Se pueden describir varios tipos de infraestructuras blandasː
- de gobernanza
- económicas
- sociales
- culturales, deportivas y recreativas

## De gobernanza
- El sistema de gobierno y aplicación de la ley, incluyendo el sistema político, legislativo, las fuerzas de seguridad, la justicia y los sistemas penales, así como instalaciones especializadas (oficinas estatales, juzgados, prisiones, etc.), y los sistemas especializados para recoger, almacenar y difundir datos y normativa, como el registro civil, el registro mercantil, registro de la propiedad, y mantenimiento de otras bases de datos estatales
- Servicios de emergencia, como policía, protección contra incendios o ambulancias, incluidos los vehículos, edificios, comunicaciones y sistemas de despacho especializados
- Infraestructura militar, incluyendo bases militares, depósitos de armas, instalaciones de entrenamiento, centros de mando, instalaciones de comunicación, principales sistemas de armas, fortificaciones, industria armamentística y reservas estratégicas

## Económicas
- El sistema financiero, incluyendo el sistema bancario, instituciones financieras, el sistema de pago, la bolsa, el suministro de dinero, los controles financieros, así como los estándares de contabilidad y otra normativa financiera
- Instalaciones y sistemas importantes de logística empresarial, incluyendo almacenes y administración de la cadena de suministro
- Infraestructuras de fabricación, incluyendo parques industriales, zonas económicas especiales, minas y plantas de procesamiento de materiales básicos utilizados como insumos en industria, energía, transporte o agua, más toda la normativa medioambiental que debe cumplir la actividad industrial, a lo que se añaden las organizaciones de estándarización (UNE, ISO, etc.)
- Infraestructura agrícola, de silvicultura y pesquerías, incluyendo transporte especializado de alimentos y ganado,  instalaciones de almacenamiento, principales granjas de engorde, seguros agrícolas, sistemas de precios de cultivos, estándares de salud agrícola, inspección alimentaria, granjas experimentales, centros de investigación agrícola, el sistema para autorizar y gestionar las cuotas de producción, sistemas contra la caza furtiva, guardabosques y lucha contra incendios

## Sociales
- El sistema sanitario, incluyendo hospitales, la financiación de la asistencia sanitaria, incluyendo seguro médico, los sistemas para control y prueba de medicaciones y procedimientos médicos, el sistema para formar, inspeccionar y disciplinar a los doctores y otro personal sanitario, el control de la salud pública, así como la coordinación de las medidas tomadas durante emergencias de salud pública como epidemias
- El sistema educativo, incluyendo guarderías, escuelas elementales y secundarias, universidades generales y especializadas, instituciones de investigación, y financiación y acreditación de las instituciones educativas
- Sistemas de bienestar social, incluyendo tanto el apoyo estatal a las personas con pocos recursos o víctimas (renta mínima de inserción) como la caridad privada

## Culturales, deportivas y recreativas

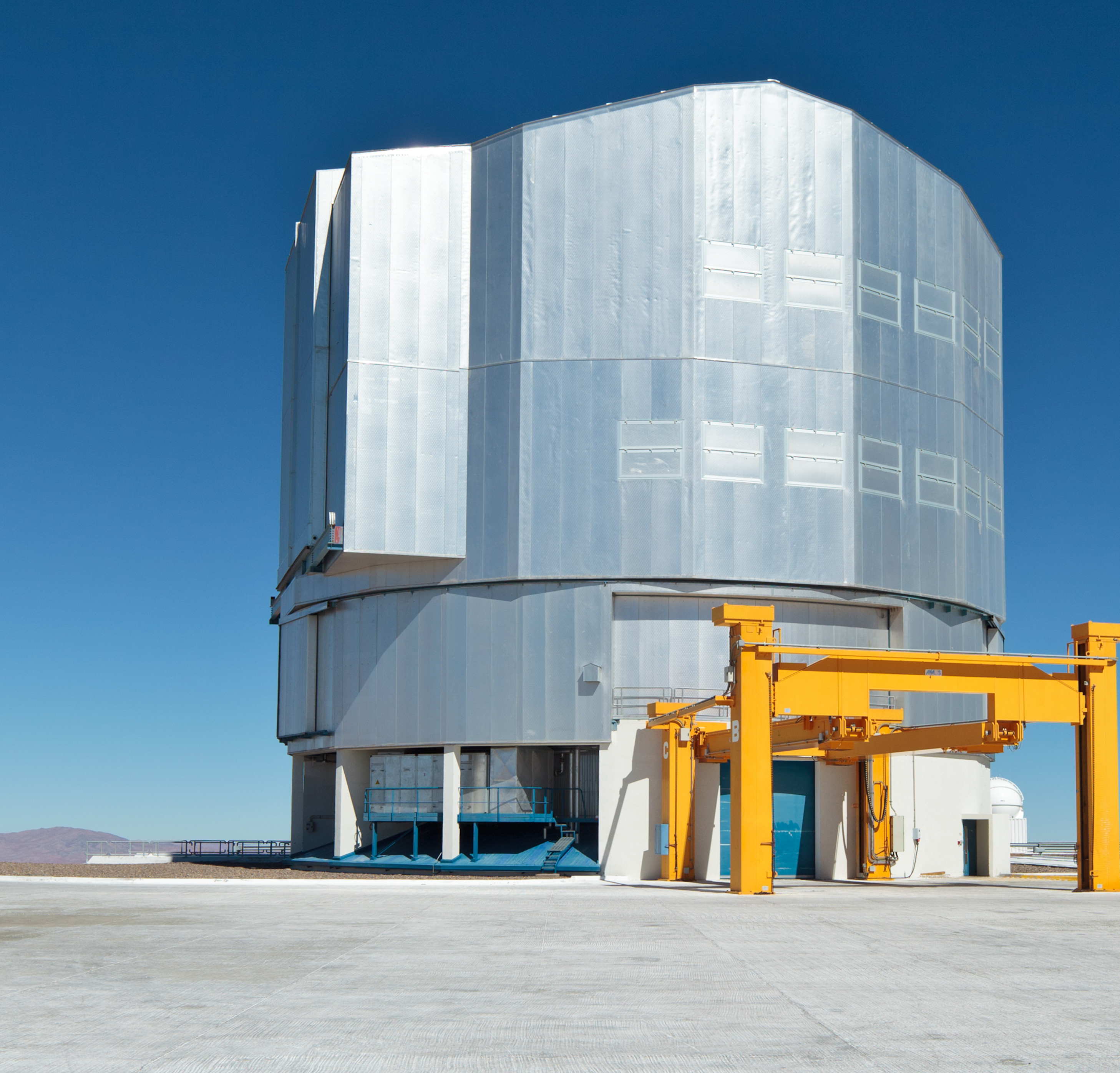
Telescopio muy Grande.

- Infraestructura recreativa, como parques, polideportivos, ligas deportivas y asociaciones
- Infraestructura cultural, como salas de conciertos, museos, bibliotecas, teatros, estudios cinematográficos, estudios de grabación de sonido e instalaciones de entrenamiento especializado
- Infraestructura de viajes turísticos y de negocios, incluidas atracciones naturales y artificiales, centros de convenciones, hoteles, restaurantes, parques de atracciones, seguros de viaje y otros servicios proporcionados principalmente a viajeros, así como los sistemas para informar a los turistas y atraerlos